# Арпажон (кантон)

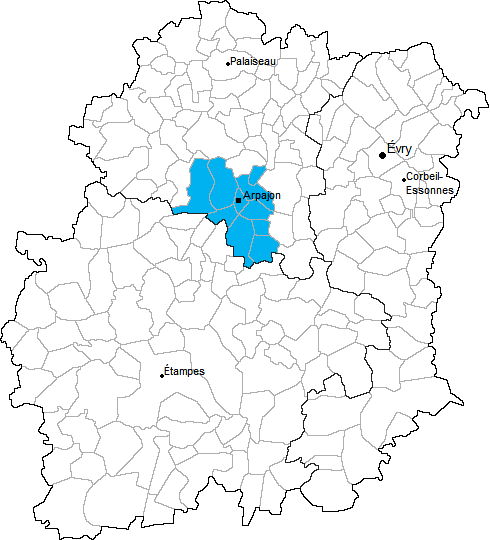

Арпажо́н (фр. Arpajon) — кантон у Франції, в департаменті Ессонн регіону Іль-де-Франс.

## Склад кантону
Кантон включає в себе 10 муніципалітетів:
| Муніципалітет          | Площа | Населення, осіб | Рік  |
| ---------------------- | ----- | --------------- | ---- |
| Авренвіль              | 9,14  | 683             | 2007 |
| Арпажон                | 2,40  | 9918            | 2007 |
| Брюєр-ле-Шатель        | 12,9  | 3077            | 2007 |
| Гібвіль                | 2,61  | 744             | 2007 |
| Еглі                   | 3,95  | 5240            | 2007 |
| Ла-Норвіль             | 4,52  | 4009            | 2007 |
| Левіль-сюр-Орж         | 2,49  | 4208            | 2007 |
| Олленвіль              | 11,33 | 4565            | 2007 |
| Сен-Жермен-лез-Арпажон | 6,31  | 9146            | 2007 |
| Шептенвіль             | 7,15  | 1824            | 2007 |

## Консули кантону
| Період    | Консул                  | Посада                                    |
| --------- | ----------------------- | ----------------------------------------- |
| 1985—1998 | Guy Clausier-Demannoury | Мер муніципалітету Еглі                   |
| 1998—2011 | Monique Goguelat        | Мер муніципалітету Сен-Жермен-лез-Арпажон |

| Франція | Це незавершена стаття з географії Франції. Ви можете допомогти проєкту, виправивши або дописавши її. |